# Глубокий бой
Глубокий бой — тактическая форма наступательных боевых действий соединения или части, суть которой заключается в подавлении оборонительных порядков противника на всю их глубину и в прорыве их пехотными и танковыми подразделениями во взаимодействии с артиллерией и авиацией.
Идея глубокого боя впервые появилась в 20-х годах XX века в работах советских военных теоретиков М. Н. Тухачевского, В. К. Триандафиллова, А. И. Егорова и других, вытеснив из практики и сделав устаревшими все боевые наработки на основе групповой тактики. Затем, в процессе развития она была закреплена в боевых уставах Красной Армии ВС Союза ССР как концепция общевойскового боя и, затронув целый ряд важных проблем, получила дальнейшее развитие в 30-е годы как теория глубокой операции, которая, в свою очередь, нашла широкое применение во время Великой Отечественной войны.

## Предпосылки к созданию и история появления
В СССР в межвоенный период в связи с качественным ростом ударных и маневренных возможностей войск началось переосмысление имеющегося опыта их применения для решения боевых задач. Пришло осознание, что, так называемая, теория последовательных затухающих операций, отвечавшая условиям 1920-х годов уже не удовлетворяет возросшим требованиям и изменившимся реалиям. Как следствие, высокую актуальность получила задача разработать новые теоретические основы для преодоления оборонительных порядков сплошного фронта противника и достижения стратегического успеха. Решение этого вопроса было возложено на Генеральный штаб, ряд военных академий, центральные управления родов войск, Управление боевой подготовки и штабы военных округов и заняло период времени с 1929 года по 1935 год. Результатом работы явилась первая официальная «Инструкция по глубокому бою», утверждённая Наркомом обороны СССР Ворошиловым 9 марта 1935 года. Далее, пройдя систематизацию и ряд прикладных доработок концепция глубокого боя заполнила собой разрыв между тактикой и оперативным искусством; а первый этап её разработки завершился официальным признанием во Временном полевом уставе РККА 1936 года.

## Сущность
Концептуальной основой теории глубокого наступательного боя является массированное воздействие на всю тактическую глубину оборонительных порядков противника с целью его окружения и уничтожения. Для этого используются:
1. прорыв сплошного фронта противника на отдельных избранных направлениях, который осуществляется внезапным наступлением пехоты и танковых частей, при плотной огневой поддержке артиллерией,
2. ввод на участке прорыва механизированных и кавалерийских частей (эшелон развития успеха) для охватывающих ударов по целям в глубине обороны,
3. удары авиации по резервам и тылам противника в сочетании с парашютными десантами для поддержания у ударных группировок высоких темпов продвижения вперёд[8][9][10].

Считается, что первым практическим воплощением идеи глубокого боя на практике стал советско-японский вооружённый конфликт на Халхин-Голе. В связи с накоплением боевого опыта теория глубокого боя оказала влияние на формировании тактик встречного боя, преодоления с ходу промежуточных оборонительных рубежей, преследования отходящего противника, ведения активной обороны, форсирования с ходу водных преград и т. д.